# Le Plus Grand Amour du monde
Pour plus de détails, voir Fiche technique et Distribution.
Le Plus Grand Amour du monde (O Maior Amor do Mundo) est un film brésilien réalisé par Carlos Diegues, sorti en 2006.

## Fiche technique
- Titre original : O Maior Amor do Mundo
- Titre français : Le Plus Grand Amour du monde
- Réalisation : Carlos Diegues
- Scénario : Carlos Diegues et Leopoldo Serran
- Pays de production : Brésil
- Format : Couleurs - 35 mm - 1,85:1 - Dolby Digital
- Genre : romance
- Durée : 106 minutes
- Date de sortie : 2006

## Distribution
- José Wilker : Antônio
- Taís Araújo : Luciana
- Sérgio Britto : Maestro
- Léa Garcia : Zezé
- Ana Sophia Folch : fille
- Marco Ricca : jeune Maestro